# Governo Mītsotakīs II
Il Governo Mītsotakīs II è l’attuale governo della Grecia, in carica dal 27 giugno 2023.
Si tratta di un governo monocolore di maggioranza a guida Nuova Democrazia, formatosi in seguito alla vittoria del partito nelle elezioni parlamentari dello stesso mese, che hanno fornito a quest’ultimo la maggioranza assoluta dei seggi in Parlamento.

## Formazione
Il 26 giugno, il giorno seguente le elezioni, constatata la maggioranza piena di Nuova Democrazia (ND), la Presidente Aikaterinī Sakellaropoulou convoca presso il Palazzo Presidenziale il leader Kyriakos Mītsotakīs, fornendogli il mandato di formazione del governo (e dimissionando, così, il precedente Governo Sarmas).
Nello stesso giorno, dopo aver contestualmente giurato, l’Amministrazione del Primo Ministro incaricato annuncia dunque la lista dei ministri, entrati in carica il giorno successivo, dopo il giuramento.

## Compagine di governo

### Appartenenza politica
L'appartenenza politica dei membri del Governo attualmente è la seguente:
| Partito | Partito          | Presidente | Ministri | Vice ministri | Sottosegretari | Totale |
| ------- | ---------------- | ---------- | -------- | ------------- | -------------- | ------ |
|         | Nuova Democrazia | 1          | 19       | 4             | 30             | 54     |
|         | Indipendenti     | -          | 3        | -             | 5              | 8      |
| Totale  | Totale           | 1          | 22       | 4             | 35             | 62     |

### Provenienza geografica
La provenienza geografica dei membri del Governo alla sua formazione si può così riassumere:
| Periferie                    | Presidente | Ministri | Vice ministri | Sottosegretari | Totale |
| ---------------------------- | ---------- | -------- | ------------- | -------------- | ------ |
| Attica                       | 1          | 12       | 2             | 12             | 27     |
| Macedonia Centrale           | -          | 4        | -             | 8              | 12     |
| Creta                        | -          | 2        | 1             | 3              | 6      |
| Grecia Centrale              | -          | 1        | 1             | 3              | 5      |
| Macedonia Orientale e Tracia | -          | 1        | -             | 2              | 3      |
| Tessaglia                    | -          | 1        | -             | 1              | 2      |
| Egeo Meridionale             | -          | 1        | -             | -              | 1      |
| Isole Ionie                  | -          | 1        | -             | -              | 1      |
| Epiro                        | -          | -        | -             | 1              | 1      |
| Grecia Occidentale           | -          | -        | -             | 1              | 1      |
| Peloponneso                  | -          | -        | -             | 1              | 1      |
| Estero                       | -          | -        | -             | 2              | 2      |

### Situazione parlamentare
Al momento del conferimento della fiducia parlamentare, il 9 luglio 2023:
| Camera              | Collocazione | Partiti                                                            | Seggi     |
| ------------------- | ------------ | ------------------------------------------------------------------ | --------- |
| Parlamento ellenico | Maggioranza  | ND (158)                                                           | 158 / 300 |
| Parlamento ellenico | Opposizione  | SYRIZA (48), KINAL (32), ΚΚΕ (20), EL (12), S (12), N (10), PE (8) | 142 / 300 |

## Composizione
Nuova Democrazia (ND)
     Indipendenti (IND)
| Presidenza del Governo                        | Presidenza del Governo | Presidenza del Governo                                     | Presidenza del Governo                          | Presidenza del Governo | Presidenza del Governo |
| Carica                                        | Titolare               | Titolare                                                   | Titolare                                        | Sottosegretari di Stato alla Presidenza del Governo | Sottosegretari di Stato alla Presidenza del Governo |
| --------------------------------------------- | ---------------------- | ---------------------------------------------------------- | ----------------------------------------------- | --- | --- |
| Presidente del Governo                        |                        |                                                            | Kyriakos Mītsotakīs (ND)                        | - Thanasīs Kontogeōrgīs (ND) - Pavlos Marinakīs (ND) Portavoce del Governo Delega alle questioni di comunicazione e informazione - Giannīs Bratakos (ND) Fino al 28/03/2024 - Giōrgos Mylōnakīs (ND) Dal 14/06/2024 | - Thanasīs Kontogeōrgīs (ND) - Pavlos Marinakīs (ND) Portavoce del Governo Delega alle questioni di comunicazione e informazione - Giannīs Bratakos (ND) Fino al 28/03/2024 - Giōrgos Mylōnakīs (ND) Dal 14/06/2024 |
| Vice Presidente del Governo Ministro di Stato |                        |                                                            | Kōstīs Chatzīdakīs (ND) Dal 14/03/2025          | - Thanasīs Kontogeōrgīs (ND) - Pavlos Marinakīs (ND) Portavoce del Governo Delega alle questioni di comunicazione e informazione - Giannīs Bratakos (ND) Fino al 28/03/2024 - Giōrgos Mylōnakīs (ND) Dal 14/06/2024 | - Thanasīs Kontogeōrgīs (ND) - Pavlos Marinakīs (ND) Portavoce del Governo Delega alle questioni di comunicazione e informazione - Giannīs Bratakos (ND) Fino al 28/03/2024 - Giōrgos Mylōnakīs (ND) Dal 14/06/2024 |
| Ministro di Stato                             |                        |                                                            | Akīs Skertsos (ND)                              | - Thanasīs Kontogeōrgīs (ND) - Pavlos Marinakīs (ND) Portavoce del Governo Delega alle questioni di comunicazione e informazione - Giannīs Bratakos (ND) Fino al 28/03/2024 - Giōrgos Mylōnakīs (ND) Dal 14/06/2024 | - Thanasīs Kontogeōrgīs (ND) - Pavlos Marinakīs (ND) Portavoce del Governo Delega alle questioni di comunicazione e informazione - Giannīs Bratakos (ND) Fino al 28/03/2024 - Giōrgos Mylōnakīs (ND) Dal 14/06/2024 |
| Ministro di Stato                             |                        | Stavros Papastavrou (ND) Fino al 28/03/2024                |                                                 | - Thanasīs Kontogeōrgīs (ND) - Pavlos Marinakīs (ND) Portavoce del Governo Delega alle questioni di comunicazione e informazione - Giannīs Bratakos (ND) Fino al 28/03/2024 - Giōrgos Mylōnakīs (ND) Dal 14/06/2024 | - Thanasīs Kontogeōrgīs (ND) - Pavlos Marinakīs (ND) Portavoce del Governo Delega alle questioni di comunicazione e informazione - Giannīs Bratakos (ND) Fino al 28/03/2024 - Giōrgos Mylōnakīs (ND) Dal 14/06/2024 |
| Ministro di Stato                             |                        | Makīs Voridīs (ND) Fino al 14/03/2025                      |                                                 | - Thanasīs Kontogeōrgīs (ND) - Pavlos Marinakīs (ND) Portavoce del Governo Delega alle questioni di comunicazione e informazione - Giannīs Bratakos (ND) Fino al 28/03/2024 - Giōrgos Mylōnakīs (ND) Dal 14/06/2024 | - Thanasīs Kontogeōrgīs (ND) - Pavlos Marinakīs (ND) Portavoce del Governo Delega alle questioni di comunicazione e informazione - Giannīs Bratakos (ND) Fino al 28/03/2024 - Giōrgos Mylōnakīs (ND) Dal 14/06/2024 |
| Ministeri                                     |                        |                                                            |                                                 | | |
| Ministri                                      | Ministri               | Ministri                                                   | Ministri                                        | Viceministri | Sottosegretari di Stato |
| Economia nazionale e finanze                  |                        |                                                            | Kōstīs Chatzīdakīs (ND) Fino al 14/03/2025      | Nikos Papathanasīs (ND) | - Thanos Petralias (Indipendente) - Charīs Theocharīs (ND) Fino al 14/06/2024 - Christos Dīmas (ND) Dal 14/06/2024 al 14/03/2025 - Giōrgos Kōstīras (ND) Dal 14/03/2025 |
| Economia nazionale e finanze                  |                        | Kyriakos Pierrakakīs (ND) Dal 14/03/2025                   |                                                 | Nikos Papathanasīs (ND) | - Thanos Petralias (Indipendente) - Charīs Theocharīs (ND) Fino al 14/06/2024 - Christos Dīmas (ND) Dal 14/06/2024 al 14/03/2025 - Giōrgos Kōstīras (ND) Dal 14/03/2025 |
| Affari esteri                                 |                        |                                                            | Giōrgos Gerapetritīs (ND)                       | Non esiste questa carica nel Ministero | - Alexandra Papadopoulou (Indipendente) - Kōstas Fragkogiannīs (ND) Fino al 17/01/2025 - Giannīs Loverdos (ND) Fino al 14/03/2025 Delega agli Ellenici all'estero - Giōrgos Kōstīras (ND) Fino al 14/03/2025 - Tasos Chatzīvasileiou (ND) Dal 17/01/2025 al 27/06/2025                                                                                         |
| Difesa nazionale                              |                        |                                                            | Nikos Dendias (ND)                              | Non esiste questa carica nel Ministero | - Nikos Kardalias (ND) Fino al 28/08/2023 - Giannīs Kefalogiannīs (ND) Fino al 14/03/2025 - Thanasīs Davakīs (ND) Dal 14/03/2025 |
| Interni                                       |                        |                                                            | Nikī Kerameōs (ND) Fino al 14/06/2024           | Theodōros Livanios (ND) Fino al 14/06/2024 | - Bibī Charalampogiannī (ND) - Vasilīs Spanakīs (ND) Dal 14/06/2024 Delega alle questioni dell'autonomia locale - Stathīs Kōnstantinidīs (ND) Fino al 14/06/2024 - Kōnstantinos Gkioulekas (ND) Dal 14/06/2024 Delega alle questioni della Macedonia e della Tracia                                                                                            |
| Interni                                       |                        | Theodōros Livanios (ND) Dal 14/06/2024                     |                                                 | Theodōros Livanios (ND) Fino al 14/06/2024 | - Bibī Charalampogiannī (ND) - Vasilīs Spanakīs (ND) Dal 14/06/2024 Delega alle questioni dell'autonomia locale - Stathīs Kōnstantinidīs (ND) Fino al 14/06/2024 - Kōnstantinos Gkioulekas (ND) Dal 14/06/2024 Delega alle questioni della Macedonia e della Tracia                                                                                            |
| Istruzione, affari religiosi e sport          |                        |                                                            | Kyriakos Pierrakakīs (ND) Fino al 14/03/2025    | - Giannīs Oikonomou (ND) Fino al 28/07/2023 - Giannīs Vroutsīs (ND) Dal 28/07/2023 Delega allo sport | - Zetta Makrī (ND) Fino al 14/03/2025 - Nikos Papaiōannous (ND) Dal 14/03/2025 Delega all'istruzione universitaria - Kōstas Vlasīs (ND) Dal 14/03/2025 - Domna Michalīdou (ND) Fino al 04/01/2024 - Iōanna Lytrivī (ND) Dal 04/01/2024 al 14/03/2025 Delega all'istruzione primaria, secondaria e speciale                                                     |
| Istruzione, affari religiosi e sport          |                        | Sofia Zacharakī (ND) Dal 14/03/2025                        |                                                 | - Giannīs Oikonomou (ND) Fino al 28/07/2023 - Giannīs Vroutsīs (ND) Dal 28/07/2023 Delega allo sport | - Zetta Makrī (ND) Fino al 14/03/2025 - Nikos Papaiōannous (ND) Dal 14/03/2025 Delega all'istruzione universitaria - Kōstas Vlasīs (ND) Dal 14/03/2025 - Domna Michalīdou (ND) Fino al 04/01/2024 - Iōanna Lytrivī (ND) Dal 04/01/2024 al 14/03/2025 Delega all'istruzione primaria, secondaria e speciale                                                     |
| Salute                                        |                        |                                                            | Michalīs Chrysochoidīs (ND) Fino al 04/01/2024  | Eirīnī Agapīdakī (ND) | - Dīmītrīs Vartzopoulos (ND) - Marios Themistokleous (ND) |
| Salute                                        |                        | Adōnis Geōrgiadīs (ND) Dal 04/01/2024                      |                                                 | Eirīnī Agapīdakī (ND) | - Dīmītrīs Vartzopoulos (ND) - Marios Themistokleous (ND) |
| Infrastrutture e trasporti                    |                        |                                                            | Chrīstos Staikouras (ND) Fino al 14/03/2025     | Kōnstantinos Kyranakīs (ND) Dal 14/03/2025 Delega ai trasporti | - Nikos Tachiaos (ND) - Christina Alexopoulou (ND) Fino al 14/06/2024 - Vasilīs Oikonomou (ND) Dal 14/06/2024 al 14/03/2025 |
| Infrastrutture e trasporti                    |                        | Christos Dīmas (ND) Dal 14/03/2025                         |                                                 | Kōnstantinos Kyranakīs (ND) Dal 14/03/2025 Delega ai trasporti | - Nikos Tachiaos (ND) - Christina Alexopoulou (ND) Fino al 14/06/2024 - Vasilīs Oikonomou (ND) Dal 14/06/2024 al 14/03/2025 |
| Ambiente ed energia                           |                        |                                                            | Thodōros Skylakakīs (ND) fino al 14/03/2025     | Non esiste questa carica nel Ministero | - Nikos Tagaras (ND) - Alexandra Sdoukou (ND) Fino al 14/03/2025 - Nikos Tsafos (ND) Dal 14/03/2025 |
| Ambiente ed energia                           |                        | Stauros Papastaurou (ND) dal 14/03/2025                    |                                                 | Non esiste questa carica nel Ministero | - Nikos Tagaras (ND) - Alexandra Sdoukou (ND) Fino al 14/03/2025 - Nikos Tsafos (ND) Dal 14/03/2025 |
| Ministero dello sviluppo                      |                        |                                                            | Kōstas Skrekas (ND) Fino al 14/06/2024          | Non esiste questa carica nel Ministero | - Anna Manī-Papadīmītriou (ND) Fino al 14/03/2025 - Aristos Doxiadīs (ND) Dal 14/03/2025 al 17/03/2025 Delega alla ricerca e all'innovazione - Lazaros Tsavdaridīs (ND) Dal 14/03/2025 - Stavros Kalafatīs (ND) Dal 21/03/2025 - Maximos Senetakīs (ND) Fino al 14/06/2024 - Zōī Raptī (ND) Dal 14/06/2024 al 14/03/2025 Delega alla ricerca e all'innovazione |
| Ministero dello sviluppo                      |                        | Takīs Theodōrikakos (ND) Dal 14/06/2024                    |                                                 | Non esiste questa carica nel Ministero | - Anna Manī-Papadīmītriou (ND) Fino al 14/03/2025 - Aristos Doxiadīs (ND) Dal 14/03/2025 al 17/03/2025 Delega alla ricerca e all'innovazione - Lazaros Tsavdaridīs (ND) Dal 14/03/2025 - Stavros Kalafatīs (ND) Dal 21/03/2025 - Maximos Senetakīs (ND) Fino al 14/06/2024 - Zōī Raptī (ND) Dal 14/06/2024 al 14/03/2025 Delega alla ricerca e all'innovazione |
| Lavoro e previdenza sociale                   |                        |                                                            | Adōnis Geōrgiadīs (ND) Fino al 04/01/2024       | Non esiste questa carica nel Ministero | - Vasilīs Spanakīs (ND) Fino al 14/06/2024 - Kōstas Karagkounīs (ND) Dal 14/06/2024 - Panos Tsakloglou (Indipendente) Fino al 14/03/2025 - Anna Efthymiou (ND) Dal 14/03/2025 |
| Lavoro e previdenza sociale                   |                        | Domna Michalīdou (ND) Dal 14/01/2024 al 14/06/2024         |                                                 | Non esiste questa carica nel Ministero | - Vasilīs Spanakīs (ND) Fino al 14/06/2024 - Kōstas Karagkounīs (ND) Dal 14/06/2024 - Panos Tsakloglou (Indipendente) Fino al 14/03/2025 - Anna Efthymiou (ND) Dal 14/03/2025 |
| Lavoro e previdenza sociale                   |                        | Nikī Kerameōs (ND) Dal 14/06/2024                          |                                                 | Non esiste questa carica nel Ministero | - Vasilīs Spanakīs (ND) Fino al 14/06/2024 - Kōstas Karagkounīs (ND) Dal 14/06/2024 - Panos Tsakloglou (Indipendente) Fino al 14/03/2025 - Anna Efthymiou (ND) Dal 14/03/2025 |
| Protezione del cittadino                      |                        |                                                            | Notīs Mītarakīs (ND) Fino al 28/07/2023         | Non esiste questa carica nel Ministero | - Kōstas Katsafados (ND) Fino al 04/01/2024 - Andreas Nikolakopoulos (ND) Dal 04/01/2024 al 14/03/2025 Delega alla politica penale - Giannīs Lampropoulos (ND) Dal 14/03/2025 |
| Protezione del cittadino                      |                        | Giannīs Oikonomou (ND) Dal 28/07/2023 al 04/01/2024        |                                                 | Non esiste questa carica nel Ministero | - Kōstas Katsafados (ND) Fino al 04/01/2024 - Andreas Nikolakopoulos (ND) Dal 04/01/2024 al 14/03/2025 Delega alla politica penale - Giannīs Lampropoulos (ND) Dal 14/03/2025 |
| Protezione del cittadino                      |                        | Michalīs Chrysochoidīs (ND) Dal 04/01/2024                 |                                                 | Non esiste questa carica nel Ministero | - Kōstas Katsafados (ND) Fino al 04/01/2024 - Andreas Nikolakopoulos (ND) Dal 04/01/2024 al 14/03/2025 Delega alla politica penale - Giannīs Lampropoulos (ND) Dal 14/03/2025 |
| Giustizia                                     |                        |                                                            | Giōrgos Flōridīs (Indipendente)                 | Non esiste questa carica nel Ministero | Giannīs Bougas (ND) |
| Cultura                                       |                        |                                                            | Lina Mendōnī (Indipendente)                     | Non esiste questa carica nel Ministero | - Christos Dīmas (ND) Fino al 14/06/2024 - Iasōn Fōtīlas (ND) Dal 14/06/2024 |
| Migrazione e asilo                            |                        |                                                            | Dīmītrīs Kairidīs (ND) Fino al 14/06/2024       | Non esiste questa carica nel Ministero | - Sofia Voultepsī (ND) Fino al 14/03/2025 - Sevī Voloudakī (ND) Dal 14/03/2025 |
| Migrazione e asilo                            |                        | Nikolaos Panagiōtopoulos (ND) Dal 14/06/2024 al 14/03/2025 |                                                 | Non esiste questa carica nel Ministero | - Sofia Voultepsī (ND) Fino al 14/03/2025 - Sevī Voloudakī (ND) Dal 14/03/2025 |
| Migrazione e asilo                            |                        | Makīs Voridīs (ND) Dal 14/03/2025 al 27/06/2025            |                                                 | Non esiste questa carica nel Ministero | - Sofia Voultepsī (ND) Fino al 14/03/2025 - Sevī Voloudakī (ND) Dal 14/03/2025 |
| Migrazione e asilo                            |                        | Thanos Plevrīs (ND) Dal 27/06/2025                         |                                                 | Non esiste questa carica nel Ministero | - Sofia Voultepsī (ND) Fino al 14/03/2025 - Sevī Voloudakī (ND) Dal 14/03/2025 |
| Coesione sociale e famiglia                   |                        |                                                            | Sofia Zacharakī (ND) Fino al 14/03/2025         | Non esiste questa carica nel Ministero | - Maria Kefala (ND) Fino al 14/06/2024 - Katerina Papakōsta-Palioura (ND) Dal 14/06/2024 al 14/03/2025 - Elena Raptī (ND) Dal 14/03/2025 |
| Coesione sociale e famiglia                   |                        | Domna Michalīdou (ND) Dal 14/03/2025                       |                                                 | Non esiste questa carica nel Ministero | - Maria Kefala (ND) Fino al 14/06/2024 - Katerina Papakōsta-Palioura (ND) Dal 14/06/2024 al 14/03/2025 - Elena Raptī (ND) Dal 14/03/2025 |
| Sviluppo rurale e alimentazione               |                        |                                                            | Lefterīs Avgenakīs (ND) Fino al 14/06/2024      | Non esiste questa carica nel Ministero | - Stavros Keletsīs (ND) Fino al 14/06/2024 - Chrīstos Kellas (ND) Dal 14/06/2024 - Dionysīs Stamenitīs (ND) Fino al 27/06/2025 |
| Sviluppo rurale e alimentazione               |                        | Kōstas Tsiaras (ND) Dal 14/06/2024                         |                                                 | Non esiste questa carica nel Ministero | - Stavros Keletsīs (ND) Fino al 14/06/2024 - Chrīstos Kellas (ND) Dal 14/06/2024 - Dionysīs Stamenitīs (ND) Fino al 27/06/2025 |
| Navigazione e politica insulare               |                        |                                                            | Miltiadīs Varvitsiōtīs (ND) Fino all'11/09/2023 | Non esiste questa carica nel Ministero | - Giannīs Pappas (Indipendente) Fino al 14/06/2024 - Stefanos Gkikas (ND) Dal 14/06/2024 |
| Navigazione e politica insulare               |                        | Chrīstos Stylianidīs (ND) Dall'11/09/2023 al 14/03/2025    |                                                 | Non esiste questa carica nel Ministero | - Giannīs Pappas (Indipendente) Fino al 14/06/2024 - Stefanos Gkikas (ND) Dal 14/06/2024 |
| Navigazione e politica insulare               |                        | Vasilīs Kikilias (ND) Dal 14/03/2025                       |                                                 | Non esiste questa carica nel Ministero | - Giannīs Pappas (Indipendente) Fino al 14/06/2024 - Stefanos Gkikas (ND) Dal 14/06/2024 |
| Turismo                                       |                        |                                                            | Olga Kefalogiannī (ND)                          | Non esiste questa carica nel Ministero | - Elena Raptī (ND) Fino al 14/03/2025 - Anna Karamanlī (ND) Dal 14/03/2025 |
| Governance digitale                           |                        |                                                            | Dīmītrīs Papastergiou (Indipendente)            | Non esiste questa carica nel Ministero | - Kōnstantinos Kyranakīs (ND) Fino al 14/03/2025 - Chrīstos Boukōros (ND) Dal 14/03/2025 al 27/06/2025 |
| Crisi climatica e protezione civile           |                        |                                                            | Vasilīs Kikilias (ND) Fino al 14/03/2025        | Non esiste questa carica nel Ministero | - Evangelos Tournas (Indipendente) - Chrīstos Triantopoulos (ND) Fino al 04/03/2025 - Kōstas Katsafados (ND) Dal 14/03/2025 |
| Crisi climatica e protezione civile           |                        | Giannīs Kefalogiannīs (ND) Dal 14/03/2025                  |                                                 | Non esiste questa carica nel Ministero | - Evangelos Tournas (Indipendente) - Chrīstos Triantopoulos (ND) Fino al 04/03/2025 - Kōstas Katsafados (ND) Dal 14/03/2025 |

### Esplicative
1. ↑  Tecnicamente, il Primo ministro ha giurato il 26 giugno. La data riportata si riferisce al giuramento dell’intero esecutivo.
2. ↑  Di cui un Vice Primo ministro e Ministro di Stato e un Ministro di Stato.
3. ↑  Di cui due Vice Primi ministri.
4. ↑  Di cui uno Ministro di Stato.
5. ↑  Kōnstantinos Kyranakīs e Marios Themistokleous sono nati rispettivamente in Lussemburgo e a Cipro.

### Bibliografiche
1. ↑   Mitsotakis presta giuramento da premier greco - Politica, su Agenzia ANSA, 26 giugno 2023.
2. ↑   Il centrodestra ha vinto le elezioni in Grecia, Il Post, 25 giugno 2023.
3. ↑   Mitsotakis trionfa in Grecia, ha la maggioranza assoluta, ANSA, 25 giugno 2023.
4. ↑   Irene Soavi, Elezioni in Grecia, vince Mitsotakis: «Mandato pieno, governiamo da soli», Il Corriere della Sera, 25 giugno 2023.
5. ↑   Adnkronos, Elezioni Grecia 2023, risultati: Mitsotakis vince con maggioranza assoluta, su Adnkronos, 25 giugno 2023. URL consultato il 26 giugno 2023.
6. ↑   Grecia: Mitsotakis riceve il mandato per formare il governo, ANSA, 26 giugno 2023.
7. ↑  (EL) Ανακοίνωση του Κυβερνητικού Εκπροσώπου, Παύλου Μαρινάκη, για τη σύνθεση της νέας κυβέρνησης [Annuncio del rappresentante del governo, Pavlos Marinakīs, sulla composizione del nuovo governo], su government.gov.gr, ΕΛΛΗΝΙΚΗ ΚΥΒΕΡΝΗΣΗ - Governo Greco, 26 giugno 2023.